# محمدحسین گرگیج
محمدحسین گُرگیج (۱۹۴۲)  فقیه سنی مذهب حنفی ایرانی است. او خطیب و امام جمعه اهل سنت و جماعت در آزادشهر در استان گلستان تا اواخر آذر ۱۴۰۰/ دسامبر ۲۰۲۱ بود. به‌جز فقه، او در تفسیر قرآنی تحصیلات داشت و به مواضع انتقادی، سیاسی و اجتماعی دربرابر مسائل اسلامی شهرت دارد، همچون مخالفت با مداخلات ایرانی و روسی در جنگ داخلی سوریه، و فرقه‌گرایی مذهبی.
او رئیس و مؤسس مدرسهٔ دارالعلوم فاروقیه در شهر گالیکش است. او از چهره‌های شناخته‌شده نزد اهل سنت در ایران در ترکمن صحرا و شمال ایران است. به فعالیت‌های قضایی و دانشگاهی پرداخته و در عرصهٔ حدیث و تفسیر برجسته است.

## زندگی و پیشه
محمدحسین بن نظر گُرگیچ در سال ۱۹۴۲ م - ۱۳۶۱ ق - ۱۳۲۱ ش در خانواده‌ای بلوچ‌تبار به دنیا آمد، اجدادش از کوچ‌نشینان در سرزمین بلوچستان برآمدند. نخستین دروس دینی خود را نزد نظرمحمد لوارزهی در خیمه‌های کوچ‌نشینان در بلوچستان خواند. سپس به زاهدان مرکز استان رفت و کتاب‌های آمادگی فقهی را خواند سپس در مدرسهٔ اشاعهٔ توحید نزد عبدالغفور شه بخش و امیراحمد و دیگران تحصیل کرد. پس از دو دوره در آن مدرسه، به عنوان مفسر بیرون آمد. پس از آن به مدرسهٔ بدرالعلوم در روستای قلعه بید در شمال غرب شهر خاش رفت تا دوره‌های عالی را تکمیل کند. شاگرد مولوی شیرمحمد عموی مولوی عبدالحمید شد همچنین ادبیات عربی و دیگر کتاب‌ها را نزد نجم‌الدین محمد درکانی(مولانا دین محمد درکزهی) در مدرسه تعلیم القرآن شورشادی کورین خواند.

برای تکمیل دورهٔ نهایی فقهی به پاکستان رفت که در آن هنگام جایی در ایران برای آن آموزش‌ها نبود. در شهر کراچی دوره‌های حدیث را نزد سلیم‌الله و عنایه‌الله و نظام‌الدین شاه‌زهی در جامعهٔ فاروقیه خواند و اجازهٔ روایت در حدیث گرفت. سپس به مدرسهٔ بدرالعلوم رحیم یار خان رفت تا دوره‌های تفسیر قرآن را کامل کند.

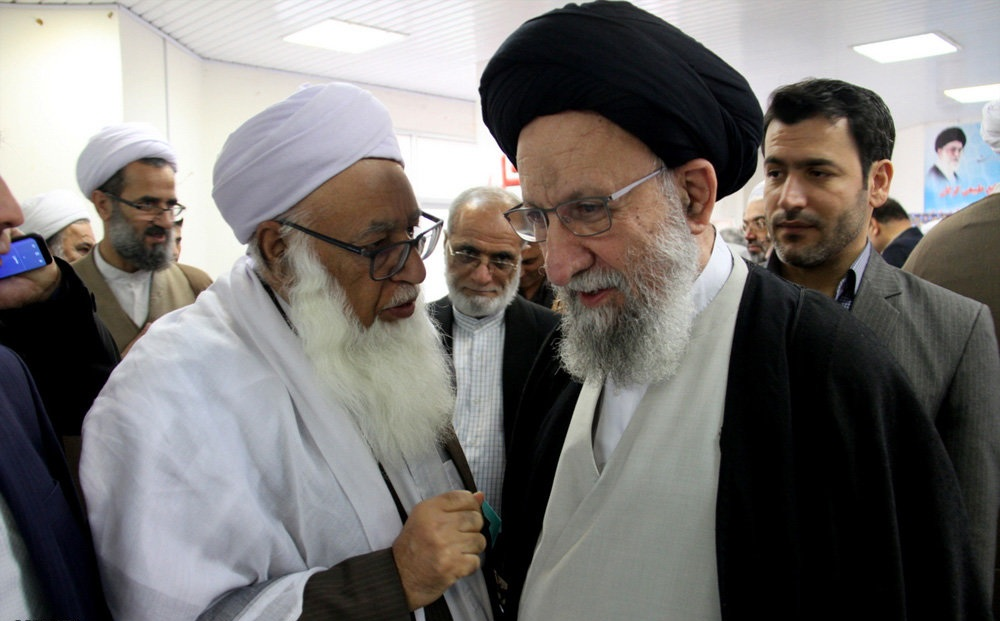
گرگیچ و سید کاظم نورمفیدی پس از بیست و دومین جلسۀ ائمۀ جمعۀ استان گلستان با موضوع «توسعه آب، کشاورزی و اقتصاد مقاومتی» در تاریخ ۲۱ دسامبر ۲۰۱۷، دانشگاه علوم کشاورزی و منابع طبیعی، گرگان.

به میهنش بازگشت. در شهر گالیکش مدرسهٔ فاروقیه برای احناف را پایه‌گذاری کرد و در آموزش دانشجویان دینی به فعالیت پرداخت. وی همچنین به امامت نماز جمعه و عیدین در آزادشهر منصوب شد. او از اعضای شورای فقه زاهدان و مجلس احناف ترکمن صحراست و در اکثر محاکم شرعی استان گلستان در امور شخصی مانند ازدواج، طلاق، وصیت و ورثه کارشناس است.

### امامت جمعه
مولوی گرگیج در زمان امامت جمعه اهل سنت شهرستان آزادشهر در استان گلستان، ۵۲ نفر را با وساطت و پادرمیانی از اعدام نجات دادند که ۲۷ نفر شیعه مذهب و ۲۵ نفر اهل‌سنت بودند که‌ شیعیان نجات یافته از اعدام اکثرا مرتکب به قتل شهروندان اهل‌سنت شده بودند که اقدامات ایشان مورد تقدیر و تشکر نهاد های حقوق بشری داخلی و بین‌المللی، سازمان های مذهبی شیعه، تقریب مذاهب اسلامی و قوه قضائیه جمهوری اسلامی ایران قرار گرفت.
پس از خطبهٔ جمعه‌ای او از منصب امامت از سوی نمایندهٔ ولی‌فقیه در استان گلستان عزل شد و نعمت‌الله مشعوف (از استادان حوزه علمیه اهل‌سنت گالیکش)، جای او را گرفت.
گرگیج به دلیل اینکه عزل خود از منصب امامت جمعه آزادشهر را خلاف اصل ۱۲ قانون اساسی جمهوری اسلامی ایران و دخالت غیرقانونی روحانیون شیعه در امور مذهبی اهل‌سنت می دانست کناره‌گیری نکرد و بلافاصله در هفته بعد از عزل، در مدرسه فاروقیه گالیکش نماز جمعه به پا کرد. عزل او باعث اعتراضاتی در آزادشهر شد.

## زندگی شخصی
در دسامبر ۲۰۱۳ وبگاه شخصی خود را راه انداخت. از پسرانش محمد علی است.